# Heterolepidoderma dimentmani
Heterolepidoderma dimentmani is een buikharige uit de familie Chaetonotidae. Het dier komt uit het geslacht Heterolepidoderma. Heterolepidoderma dimentmani werd in 1999 voor het eerst wetenschappelijk beschreven door Kisielewski. 